# Apple Desktop Bus

Контакт 1 ADB Дані
Контакт 2 PSW Вмикання живлення комп'ютера («power on»)
Контакт 3 +5V Живлення +5 вольт
Контакт 4 GND «земля» («ground»)
Тип конектора той самий, що й для S-Video

Apple Desktop Bus (ADB) — застарілий пропрієтарний комп'ютерний порт (послідовна шина введення-виведення даних), створений для під'єднання повільних пристроїв (комп'ютерна клавіатура і миша) до комп'ютерів Apple Macintosh. Встановлювалася на всіх настільних комп'ютерах Apple аж до 1999 року. Для цього використовували розетку з'єднувача міні-DIN.
Першою системою з ADB-портом був комп'ютер Apple IIGS (1986 рік). Згодом порт був присутній на всіх машинах Apple Macintosh, починаючи з Macintosh II і Macintosh SE. ADB був також використаний в ряді інших мікрокомп'ютерів на основі 680x0, в тому числі більш пізніх моделях  комп'ютерів. Переважна більшість пристроїв ADB були для введення, у тому числі трекболи, джойстики, графічні планшети і аналогічні пристрої. ADB спеціального призначення використовує ключ для захисту програмного забезпечення і навіть Teleport модем.[джерело?]

## Проблеми
Фактично в усіх оригінальних системах ADB небезпечно під'єднувати або від'єднувати пристрій після вмикання комп'ютера системи (гаряча заміна). Це могло викликати перегорання впаянного на материнській платі запобіжника, що вимагало б відправки комп'ютера в центр обслуговування. Простою альтернативою була купівля запобіжника за номінальною вартістю і з'єднання його паралельно згорілому (щоб не було пайок на платі, не зазначених в сервіс-центрі).
З'єднувачі типу Mini-DIN були розраховані всього на 400 вставлень-виймань, а при неуважному вставлянні можна було погнути штирі.